# هومر برايتمان
هومر برايتمان (بالإنجليزية: Homer Brightman)‏ هو كاتب سيناريو أمريكي، ولد في 1 أكتوبر 1901، وتوفي في 30 يناير 1988 في كيركلاند في الولايات المتحدة.

## وصلات خارجية
- هومر برايتمان على موقع IMDb (الإنجليزية)
- هومر برايتمان على موقع ألو سيني (الفرنسية)
- هومر برايتمان على موقع أول موفي (الإنجليزية)
- هومر برايتمان على موقع قاعدة بيانات الأفلام السويدية (السويدية)
- هومر برايتمان على موقع قاعدة بيانات الفيلم (الإنجليزية)
- هومر برايتمان على موقع كينوبويسك (الروسية)